# ヨーロッパ中心主義
ヨーロッパ中心主義（ヨーロッパちゅうしんしゅぎ、英語: Eurocentrism, Eurocentricity, Western-centrism）とは、本来は地球上に数ある諸文明の一つに過ぎない欧州文明（特に西欧）を格別のものとしてみなす考え。歴史学ではヨーロッパ中心史観とも表現される。西欧中心主義ともいう。

## 概説
R.B.マークスは、ヨーロッパ中心史観の本質を次のように述べる。
「ヨーロッパが歴史を作る。世界のその他の地域の場合は、ヨーロッパがそこと接触するまで歴史はない。ヨーロッパが中心である。世界のその他の地域はその周辺である。」
しかし、歴史学者羽田正は、ヨーロッパと非ヨーロッパを区分し、ヨーロッパの絶対的な優位性を強調するような歴史の見方は、もはや支持されないと述べる。
歴史学者エンリケ・デュッセルによれば、ヨーロッパ中心主義は、ギリシア中心主義（Hellenocentrism、ヘレノセントリズム)に始まる。
ヨーロッパ中心主義の内容としては、次のようなものがある。
- 哲学の始まりをギリシャからとし、それ以外の地域の哲学は傍系のものとする。
- 欧州文明を西洋として、それ以外の文明を東洋としてひとまとめにする。
- 欧州の技術、科学が全時代にわたって他文明のそれに対して優位にあったと見なす（必然的にイスラーム黄金時代は過小評価されている）。
- 欧州文明は合理的であるとし、それ以外の文明は非合理的であるとする。

## ヨーロッパ中心主義の発生
ヨーロッパ中心主義は、15世紀から17世紀の大航海時代に始まる。西欧諸国は大洋に乗り出し、アメリカ大陸や東南アジア島嶼部、北アジアなどの植民地化を進め、文化が世界各地に伝播する。ただし、トルコ支配下の東欧・中東・インド・東アジア・東南アジア大陸部においては在来文明の勢力が強く、当時は西欧文化があまり浸透しなかった。
当時の西欧は戦乱が相次いでいる有様であったが、18世紀から19世紀にかけて西欧の経済発展および技術革新の速度は、他の地域のレベルや学問レベルの発展を大きく上回り、技術的、軍事的な西欧の優位が確立した。中国やインド及びその周辺にも列強の勢力が浸透し、西欧文明は世界を席巻する。この過程で植民地になった諸国や、西欧にならった近代化を目指した地域では、自国の歴史、技術、文化を劣ったものとみなし、西欧文明を普遍のものとする価値観が広まった。

## 現代のヨーロッパ中心主義
第二次大戦以降も欧米の技術的、政治的、経済的優位はしばらく変わらなかったものの、二度の世界大戦でヨーロッパは疲弊し、ドイツ語圏やフランス語圏はかつての影響力を失い、東欧はソ連が強大な勢力を有したものの経済政策に失敗し、1970年代のソ連の停滞以降は英語圏、特にアメリカ合衆国が圧倒的な影響力を持ち、西洋文明の代表を自認するようになった。このため、「欧米」とひとくくりにされているが実際はそれがアメリカ文化であることも多い。
20世紀後半以降東アジア諸国、21世紀以降はそれに加えインド、ラテンアメリカの経済発展が著しく、欧米の経済的・政治的な地位は低下しつつあるが、これらの国々でも日常的にアルファベットや外来語が使われるなど文化的・技術的な影響力は今なお大きい。
現在では欧米の大衆文化にも非欧州発祥の文化的要素が少なからず取り入れられているが、ヨーロッパ中心主義の下での文化の盗用とする見方もできる。

## 社会思想におけるヨーロッパ中心主義
人類学者のジャック・グッディは、カール・マルクスらの思想にもヨーロッパ中心主義があると指摘する。
マルクスの発展段階説では、アジア的生産様式、古代的生産様式、封建的生産様式、近代ブルジョワ的生産様式 (資本制)へと発展し、将来には共産主義に至るとされ、ヨーロッパの近代の優位性を特権的なものとみなし、停滞し、専制的な東洋と対比した(東洋的専制主義) 。
しかし、世界全体からみれば、封建制への移行が進歩的な変化であると呼べるか疑問であるとグッディはいう。たとえばウィッカムの研究によれば、ローマ帝国の崩壊によって、国家による支配が消滅し、封建制でなく、小作農を基盤とする生活様式へつながった。当時の小作農は地主への地代も、国への税金も支払う必要がなく、封建制よりも暮らしむきはよかったが、やがて教会による包括的な支配が再構築されていった。こうした過程を、「進歩的」だと考えるのは困難であるとグッディはいう。こうした支配形態は、以前存在した支配構造を再構築したものであったし、都市生活、農業、貿易、知識体系、文字の使用といった点ではむしろ後退していた。ローマ帝国の崩壊で、生産関係は変化したが、植民地、常備軍、封建制は生産手段面ではほとんど変化をもたらさなかった。封建制は西欧特有の生産様式ではなく、アジアでも広範に観察しうる、西洋型の中央集権化された政治制度の分散化した変形である。
西欧が18世紀以降成し遂げたような「進歩」がアジアではみられないという指摘に対しては、中世において社会的文化的に遅れていたのは西欧であったのを忘れてはならないし、最近のアジアの高度経済成長とそれに応じた社会的成長に着目すべきであろうとグッディはいう。ヨーロッパがアジアに追いついたのはルネサンス時代であったが、それより前にイタリアで商業文化と技術が発達し、軍事面、貿易面でアメリカ大陸や東西のインド諸国への進出が可能となった。16世紀には、知識のシステマティックな蓄積が、印刷技術に支えられ、教育、学術団体の組織化によって促進された。これらは都市の商人文化の発展によって可能となったが、同じ現象は、中国、インド、イスラム諸国でもみられたのであり、これは程度の違いであった。18世紀の産業革命によって、生産様式の面で現実に東西の差が発生したものの、これも一時的なものであったし、我々はメソポタミアの紀元前3000年以来の商業資本主義についても語ることができる。グッディは、マルクスも、マックス・ウェーバーも、世界システム論も、ヨーロッパ中心主義であり、16世紀西欧に抽象的資本主義が登場したという彼らの主張の正当性には疑問があるという。
マルクスは、「資本主義の近代史」をヨーロッパの拡大によって確立された世界システムと同一視しており、インドや中国、アラブの広大な商業圏を無視しており、これはヨーロッパ中心主義といわざるをえないとグッディはいう。ヨーロッパは、南アメリカからの収奪によって資本を蓄積したが、こうした過程は、広義での近代資本主義の発生ですらない。
マルクスは、封建制を、ヨーロッパで発見された発展段階であり、それがやがて資本主義に発展していくとし、非ヨーロッパの地域から資本主義にいたることはないとしたが、これは中立的ではないとグッディは批判する。
ヨーロッパ近代初期において、都市地方の両方から賃金労働が発生したが、これは独特なものではない。商業資本主義は、西洋封建制以前からもあったし、いくつかの東洋の社会においてもみられた。また、ブルジョワ文化の発達によって、産業資本主義が西ヨーロッパで生じたとマルクスは主張するが、これは他の地域でも観察しうるもので、西洋に特定の性質があるとしても、差異が強調されすぎているとグッディはいう。18世紀以降のヨーロッパの優位が、知識体系とブルジョワ文化の発展に関わるとしても、ヨーロッパの封建制が資本主義への入り口だということにはならないし、資本主義的活動は他の地域でも発達したのだから、産業資本主義の要因は、封建制それ自身ではなく、封建主義の内部とその後に生じたブルジョワへの変質による結果であったとグッディはいう。
産業資本主義は封建主義の後ではなく、地主制度が一定の役割を果たしていた商業資本主義の後に誕生した。つまり、産業資本主義の背景として重要なのは、封建主義における差異ではなく、ブルジョワジーによる功績の差である。また、国家や法制度の東西文明の違いについては、フランソワ・ベルニエらの旅行者によって誇張されすぎており、モンテスキューやヘーゲルもそうした旅行記に基づいて判断している。アジアの帝国では、国家の力は強かったが、小作農の自立性もあり、都市のブルジョワジーは貴族としてすら自立できたし、商法などの法制度も整備され、政治的代表性もある程度具わっており、マルクスらが主張したほど、こうした制度の差異は対照的ではなかった。
グッディによれば、ヨーロッパの産業主義の特異性が長い歴史や精神構造にあると彼らが仮定したうえで西洋の優位性を探究しても、実際に彼らが選び出した特徴は西欧独自ではないし、素因としての役割も不明確で、民族中心主義的な響きを伴う。産業化を、知識体系の成長や、消費財を製造するインドや中国との競争、海外貿易、略奪、地方の原産業化によって蓄積した資本の結果だと解釈すれば、初期の政治的法的システムに執着して述べる必要はうすまり、あるいは、こうした状況から商法や、政治的な調整がなされると解釈することも可能であり、つまり、ヨーロッパの過去にのみ進歩的発展が特徴的にみられるという考えは、誤っているとグッディはいう。

## 日本におけるヨーロッパ中心主義
戦前
中世時代に織田信長は楽市・楽座の商業政策によって自由取引市場を行ない、三英傑によって様々な政策や技術革新は豊臣政権、徳川幕府にまで受け継がれ進歩した。近世の江戸時代には庶民の教育が画期的に発展し、自由な町人文化を発達させていた。
日本の近代化の過程は、他の非欧米文明圏とは大いに異なっていた。日本は直接欧州列強の支配下に入らなかったにもかかわらず、欧州文明を急速に大々的に取り入れ、欧州諸国と並ぶ列強の一員となった。しかしこれは反面日本の自己植民地化を強く推し進める結果となり、本来は自文化と対立的な欧州至上主義を内部に抱え込む矛盾を招くことになる。近代日本の知識人たちは欧州文明を至上とする考えを受け入れながらも、天皇制を自国の独自性の中心に据えることでこの矛盾を回避しようとした。
第一次世界大戦後から第二次世界大戦開戦前の戦間期において、日本の中上流階級の人々の文化はかなりの程度欧州化する。日本でもアメリカ合衆国の大衆文化の浸透が進み、モダニズムが知識人の支持を得、またロシア革命を契機に共産主義の浸透が進むといった動きは、当時の世界的な文化動向とも一致したものであった。一方でその反動として民族主義・国粋主義ないし反近代主義の思潮も活発であり、日本の古典文化を再評価する動きも常に存在していた。
極端な欧米崇拝と極端な国粋主義の矛盾は解決できないまま、「第1位は西洋だが、自分たちは第2位」という卑屈な自己意識となり、他のアジア諸国など非西洋への蔑視感情につながる一方、大アジア主義のようなさらに矛盾した思想も生まれ、結局第二次大戦による破綻を迎える。
戦後
第二次世界大戦敗戦後は、アメリカ合衆国の強い政治的、文化的影響力の下に日本は再出発することとなり、アメリカ文化は戦前とは比較にならないほど大衆化し、日本の文化はアメリカ的なものに根こそぎ変わった。
とはいえ、戦後の大衆文化はアメリカを単純に模倣したものではなく、そこには日本独自の要素が多く含まれていることも事実である。現在ではアジア・ラテンアメリカなど非欧米の文化も広く知られ盛んに輸入されるようになり、また、欧米文化を日本化した大衆文化が世界に発信されてもいる。